# Rick Miller (żużlowiec)
Rick Miller, właśc. Richard Leonard Miller (ur. 12 stycznia 1961 w Los Angeles) – amerykański żużlowiec.

## Życiorys
Na przełomie lat 80. i 90. należał do czołówki amerykańskich żużlowców. Pomiędzy 1986 a 1991 r. sześciokrotnie wystąpił w reprezentacji narodowej w turniejach o drużynowe mistrzostwo świata, zdobywając pięć medali: złoty (Pardubice 1990), dwa srebrne (seria turniejów 1986, Long Beach 1988) oraz dwa brązowe (seria turniejów 1987, Vojens 1991).
Wielokrotnie uczestniczył w eliminacjach indywidualnych mistrzostw świata, dwukrotnie awansując do finałów światowych (Bradford 1990 – IX m., Wrocław 1992 – XI m.).
Przez dwa sezony startował w rozgrywkach o drużynowe mistrzostwo Polski, w 1991 r. reprezentując Włókniarza Częstochowa, natomiast w 1992 r. – Polonię Bydgoszcz, z klubem tym zdobywając tytuł drużynowego mistrza Polski.
Po zakończeniu kariery zajął się pracą w roli aktora i kaskadera filmowego. Można go było ujrzeć w kilku kultowych produkcjach.